# Георгина Стојиљковић
Георгина Стојиљковић (рођ. Ђурђа Стојиљковић; Панчево, 19. мај 1988) је српска манекенка и један од највећих српских супермодела.

## Биографија
Георгина је рођена у Панчеву.
Стојиљковићеву је открио италијански скаут на ревији у Београду. Од тада је била на разним модним ревијама за дизајнере као што су Алберта Ферети, Армани, Ботега Венета, Кристијан Диор, DKNY, Долче & Габана, Hermès, Лакосте, Ланвин, Oscar de la Renta, Прада, Versace и Valentino. Била је на насловницама француских часописа Vogue и Numero (#93. мај 2008), Flair Magazine, српског Elle (часопис) (септембар 2009. и мај 2011. године), специјалног издања Vogue Italia. Такође, била је у рекламама за Philosophy di Alberta Ferretti, за Жан-Пол Готјеа и за Ђанфранка Фереа, са стајлингом Ђоване Батаље.
Изабрана је да буде у Пирели календару за 2010. годину, који је фотографисао Тери Ричардсон у Баији, Бразил. Док се бавила манекенством, била је студент политичких наука, активна на волонтерским пројектима које подржавају Уједињене нације. Георгину Стојиљковић тренутно представља Women Model Management у Њујорку, Милану и Паризу. Године 2011. затворила је ревију Christian Dior Haute Couture за пролеће у Паризу. Такође је глумила у Таргетовом рекламном споту The Everyday Collection. By Target. - "Bake Sale".
Године 2011. проглашена је за модела године од стране престижног француског модног магазина "Мери Клер".
Након каријере манекенке, завршила је психологију и сада ради као породични терапеут.
Године 2022. добила је ћерку.